# Список мов за країною

## А

### Мови Австралії
- Авакабал (мова)
- Англійська мова
- Альяварр (мова)
- Андегеребінха (мова)
- Анматьєрре (мова)
- Арабана (мова)
- Аррернте (мова)
- Банджаланг (мова)
- Банджигалі (мова)
- Барроу-Поінт (мова)
- Баялі (мова)
- Бідьяра (мова)
- Бірі (мова)
- Вагая (мова)
- Ваджигу (мова)
- Вакавака (мова)
- Вангаайбуван-Нгіямбаа (мова)
- Ванггамала (мова)
- Ванггангуру (мова)
- Варамунгу (мова)
- Варлувара (мова)
- Варргамай (мова)
- Варунгу (мова)
- Вірадхурі (мова)
- Ворімі (мова)
- Вулівулі (мова)
- Гамілараай (мова)
- Ганггалида (мова)
- Гангулу (мова)
- Грецька мова
- Гуваму (мова)
- Гугу-Бадхун (мова)
- Гугуїміджир (мова)
- Гуматж (мова)
- Гунгабула (мова)
- Гунья (мова)
- Гупапуйнгу (мова)
- Гуренг-Гуренг (мова)
- Дайї (мова)
- Дарлінг (мова)
- Джамбаррпуйнгу (мова)
- Джангун (мова)
- Джарнанго (мова)
- Джинанг (мова)
- Джинба (мова)
- Дирарі (мова)
- Дієрі (мова)
- Дхангу (мова)
- Дхувал (мова)
- Дхурга (мова)
- Дьїрбал (мова)
- Дьяабугай (мова)
- Дьянгаді (мова)
- Західноарандська мова
- Їдинь (мова)
- Їнджиланджи (мова)
- Італійська мова
- Кайтетьє (мова)
- Кала-Лагав-Я (мова)
- Калкутунг (мова)
- Каярділд (мова)
- Кінгкел (мова)
- Куку-Яланджи (мова)
- Кумбайнггар (мова)
- Кунггарі (мова)
- Лардил (мова)
- Манданданьї (мова)
- Марганьї (мова)
- Мбара (мова)
- Міян (мова)
- Мулуридій (мова)
- Муруварі (мова)
- Нарріньєрі (мова)
- Нгаміні (мова)
- Нганьяйвана (мова)
- Нгура (мова)
- Ньявайгі (мова)
- Ньянгга (мова)
- Мова Островів Фліндерс
- Пітта-Пітта (мова)
- Пірлатапа (мова)
- Ритарунго (мова)
- Тхуравал (мова)
- Тхан (мова)
- Українська мова
- Югамбал (мова)
- Явараварга (мова)
- Яларннга (мова)
- Яндрувандха (мова)
- Яньюва (мова)

### Мови Австрії
- Німецька мова
- Румунська мова
- Словацька мова
- Словенська мова
- Угорська мова
- Турецька мова
- Хорватська мова
- Чеська мова

### Мови Азербайджану
- Аварська мова
- Агульська мова
- Азербайджанська мова
- Ассирійська мова
- Вірменська мова
- Грузинська мова
- Джуурська мова
- Курдська мова
- Лезгинська мова
- Російська мова
- Рутульська мова
- Талиська мова
- Татарська мова
- Турецька мова
- Українська мова

### Мови Албанії
- Албанська мова
- Македонська мова
- Грецька мова

### Мови Алжиру
- Арабська мова
- Берберські мови
- Французька мова

### Мови Анголи
- Банту
- Кваньяма
- Конголезька мова
- Нґанґела (мова)
- Португальська мова
- Північна мбунду (Кімбунду)
- Південна мбунду (Умбунду)
- Тчокве (мова)
- Фіоті (мова)

### Мови Андорри
- Іспанська мова
- Каталонська мова
- Французька мова

### Мови Антигуа і Барбуди
- Англійська мова

### Мови Аргентини
- Арауканська мова
- Валлійська мова
- Іспанська мова
- Італійська мова
- Німецька мова
- Українська мова

### Мови Афганістану
- Дарі
- Пушту
- Узбецька мова
- Туркменська мова

## Б

### Мови Багамів
- Англійська мова

### Мови Бангладеш
- Англійська мова
- Бенгалі
- Маг (мова)
- Урду
- Чакма (мова)

### Мови Барбадосу
- Англійська мова

### Мови Бахрейну
- Англійська мова
- Арабська мова
- Гінді
- Урду
- Фарсі

### Мови Белізу
- Англійська мова
- Іспанська мова
- Маянські мови

### Мови Бельгії
- Нідерландська мова
- Німецька мова
- Французька мова

### Мови Білорусі
- Білоруська мова
- Польська мова
- Російська мова
- Українська мова

### Мови Беніну
- Аджа (мова)
- Йоруба (мова)
- Французька мова
- Фон (мова)

### Мови Болгарії
- Болгарська мова
- Кримськотатарська мова
- Македонська мова
- Ромська мова
- Румунська мова
- Турецька мова

### Мови Болівії
- Аймарська мова
- Айорео (мова)
- Араона (мова)
- Бауре
- Вічі -Лхамтес-Ноктен
- Гуарайо
- Гуарані
- Гуараю
- Ійовухва-Чороте
- Іньяпарі
- Іспанська мова
- Ітене
- Ітонама
- Кавіненья (мова)
- Кальяуая (мова)
- Канічана
- Каювава
- Кечуа
- Леко (мова)
- Мовіма (мова)
- Мосхетен
- Мохо (мова)
- Пакауара (мова)
- Паунака
- Паусерна
- Піро (мова)
- Пукіна (мова)
- Реєсано
- Саравека
- Сіріоно (мова)
- Такана (мова)
- Тапієте
- Тоба- Ком
- Уру (мова)
- Хора (мова)
- Чакобо (мова)
- Чикітано (мова)
- Чакойо (мова)
- Чипая (мова)
- Есе-ехха (мова)
- Юкі (мова)
- Юракаре (мова)
- Ямінава (мова)

### Мови Боснії і Герцеговини
- Боснійська мова
- Сербська мова
- Хорватська мова

### Мови Ботсвани
- Англійська мова
- Сетсвана
- Шишона

### Мови Бразилії
- Італійська мова
- Німецька мова
- Португальська мова
- Українська мова

### Мови Брунею
- Англійська мова
- В'єтнамська мова
- Китайська мова
- Малайська мова

### Мови Буркіна-Фасо
- Дьюла (мова)
- Море (мова)
- Мосі (мова)
- Сенуфо (мова)
- Французька мова
- Фульбе

### Мови Бурунді
- Кірунді
- Суахілі
- Французька мова

### Мови Бутану
- Ассамська мова
- Бутані
- Дзонг-ке
- Непальська мова
- Тибетська мова

## В

### Мови Вануату
- Англійська мова
- Біслама
- Французька мова

### Мови Ватикану
- Італійська мова
- Латинська мова

### Мови Великої Британії
- Англійська мова
- Валлійська мова
- Гельська мова
- Ірландська мова
- Шотландська мова

### Мови Венесуели
- Іспанська мова

### Мови В'єтнаму
- В'єтнамська мова
- Китайська мова
- Кхмерська мова
- Тайська мова

### Мови Вірменії
- Азербайджанська мова
- Вірменська мова
- Російська мова

## Г

### Мови Габону
- Фанґ (мова)
- Французька мова

### Мови Гаїті
- Французька мова

### Мови Гаяни
- Англійська мова
- Вай-вай
- Вапішана

### Мови Гамбії
- Англійська мова
- Волоф (мова)
- Манінка
- Фульбе

### Мови Гани
- Акана (мова)
- Англійська мова
- Хауса (мова)

### Мови Гватемали
- Іспанська мова

### Мови Гвінеї
- Манінка
- Французька мова
- Фульбе

### Мови Гвінеї-Бісау
- Португальська мова

### Мови Гондурасу
- Гаріфуна (мова)
- Іспанська мова
- Кекчі (мова)
- Лєнка мова
- Мискіту (мова)
- Печ (мова)
- Суму (мова)
- Торопан (мова)
- Чиланга (мова)
- Чоротега (мова)
- Чороті (мова)

### Мови Гренади
- Англійська мова

### Мови Греції
- Грецька мова

### Мови Грузії
- Абхазька мова
- Азербайджанська мова
- Вірменська мова
- Грузинська мова
- Осетинська мова
- Російська мова

## Д

### Мови Данії
- Данська мова

### Мови Джибуті
- Арабська мова
- Афар (мова)
- Сомалійська мова
- Французька мова

### Мови Домініки
- Англійська мова

### Мови Домініканської Республіки
- Іспанська мова

## Е

### Мови Еквадору
- Іспанська мова
- Кечуа

### Мови Екваторіальної Гвінеї
- Іспанська мова
- Фанґ (мова)
- Французька мова

### Мови Еритреї
- Тигринья
- Тиґре (мова)

### Мови Есватіні
- Англійська мова
- Свазі

### Мови Естонії
- Естонська мова
- Російська мова

### Мови Ефіопії
- Амхарська мова
- Арабська мова
- Оромо (мова)
- Тигринья

## Є

### Мови Єгипту
- Арабська мова

### Мови Ємену
- Арабська мова

## З

### Мови Замбії
- Англійська мова
- Бемба (мова)
- Ньянджа (мова)
- Тонґа (мова)

### Мови Зімбабве
- Англійська мова
- Ндебеле (мова)
- Шишона

## І

### Мови Ізраїлю
- Арабська мова
- Іврит
- Їдиш

### Мови Іраку
- Арабська мова
- Курдська мова
- Туркменська мова

### Мови Ірану
- Азербайджанська мова
- Курдська мова
- Фарсі

### Мови Індії
- Англійська мова
- Гінді
- Урду

### Мови Індонезії
- Індонезійська мова

### Мови Ірландії
- Англійська мова
- Ірландська мова

### Мови Ісландії
- Ісландська мова

### Мови Іспанії
- Арабська мова
- Арагонська мова
- Аранська мова
- Астурійська мова
- Баскійська мова
- Берберська мова
- Галісійська мова
- Каталонська мова
- Іспанська мова
- Окситанська мова
- Ромська мова

### Мови Італії
- Албанська мова
- Арабська мова
- Грецька мова
- Італійська мова
- Каталонська мова
- Ладинська мова
- Німецька мова
- Ромська мова
- Румунська мова
- Сардинська мова
- Сицилійська мова
- Словенська мова
- Українська мова
- Фріульська мова

## Й

### Мови Йорданії
- Арабська мова

## К

### Мови Кабо-Верде
- Португальська мова

### Мови Камбоджі
- Кхмерська мова

### Мови Камеруну
- Англійська мова
- Бамілеке (мова)
- Фанґ (мова)
- Французька мова

### Мови Катару
- Арабська мова

### Мови Кенії
- Англійська мова
- Суахілі

### Мови Казахстану
- Казахська мова
- Німецька мова
- Російська мова
- Татарська мова
- Узбецька мова
- Українська мова

### Мови Камбоджі
- В'єтнамська мова
- Кхмерська мова

### Мови Канади
- Англійська мова
- Українська мова
- Французька мова

### Мови Катару
- Арабська мова

### Мови Киргизстану
- Киргизька мова
- Російська мова
- Узбецька мова

### Мови Китаю
- Китайська мова

### Мови Кіпру
- Англійська мова
- Грецька мова
- Турецька мова

### Мови Кірибаті
- Англійська мова
- Гілбертська мова

### Мови Колумбії
- Іспанська мова

### Мови Коморських островів
- Арабська мова
- Коморська мова
- Французька мова

### Мови Конго
- Конголезька мова
- Монокутуба (мова)
- Французька мова

### Мови Конго, Демократичної Республіки
- Конго (мова)
- Лінґала (мова)
- Суахілі
- Французька мова

### Мови Кореї, північної
- Корейська мова

### Мови Кореї, південної
- Корейська мова

### Мови Коста-Рики
- Борука мова
- Брібрі (мова)
- Гуаймі (мова)
- Іспанська мова
- Кабекар (мова)
- Малеку (мова)

### Мови Кот-д'Івуару
- Акан (мова)
- Французька мова

### Мови Куби
- Іспанська мова

### Мови Кувейту
- Арабська мова

## Л

### Мови Лаосу
- Лаоська мова

### Мови Латвії
- Латиська мова
- Німецька мова
- Російська мова

### Мови Лесото
- Англійська мова
- Зулу
- Сесото

### Мови Ліберії
- Англійська мова

### Мови Лівану
- Арабська мова
- Французька мова

### Мови Лівії
- Арабська мова
- Берберська мова

### Мови Литви
- Білоруська мова
- Литовська мова
- Польська мова
- Російська мова

### Мови Ліхтенштейну
- Німецька мова

### Мови Люксембургу
- Люксембурзька мова
- Німецька мова
- Французька мова

## М

### Мови Маврикію
- Англійська мова
- Бгоджпурі (мова)
- Гінді
- Французька мова

### Мови Мавританії
- Арабська мова
- Французька мова

### Мови Мадагаскару
- Малагасійська мова
- Французька мова

### Мови Македонії
- Албанська мова
- Македонська мова
- Турецька мова

### Мови Малаві
- Англійська мова
- Чичева (мова)

### Мови Малайзії
- Англійська мова
- Китайська мова
- Малайська мова
- Тамільська мова

### Мови Малі
- Бамбара (мова)
- Туарезька мова
- Французька мова

### Мови Мальдівів
- Мальдівська мова

### Мови Мальти
- Англійська мова
- Мальтійська мова

### Мови Марокко
- Арабська мова
- Берберська мова
- Іспанська мова
- Французька мова

### Мови Маршалових островів
- Англійська мова
- Маршальська мова

### Мови Мексики
- Іспанська мова
- Масатецька мова
- Мексиканська мова
- Отомі (мова)
- Тотонацька мова
- Уастецька мова

### Мови Мікронезії
- Англійська мова
- Понале (мова)
- Трук (мова)

### Мови Мозамбіку
- Макуа (мова)
- Португальська мова
- Цонґа (мова)

### Мови Молдови
- Гагаузька мова
- Ромська мова
- Російська мова
- Румунська мова
- Українська мова

### Мови Монако
- Італійська мова
- Монегаська мова
- Французька мова

### Мови Монголії
- Казахська мова
- Монгольська мова

### Мови М'янми
- Бірманська мова
- Каренська мова
- Шань (мова)

## Н

### Мови Намібії
- Англійська мова
- Африкаанс (мова)
- Німецька мова
- Овамбо (мова)

### Мови Науру
- Англійська мова
- Науруанська мова

### Мови Непалу
- Англійська мова
- Бгоджпурі (мова)
- Непальська мова

### Мови Нігеру
- Хауса (мова)
- Фульбе
- Французька мова

### Мови Нігерії
- Англійська мова
- Хауса (мова)
- Ібо (мова)
- Йоруба (мова)
- Фульбе

### Мови Нідерландів
- Нідерландська мова
- Фризька мова

### Мови Нікарагуа
- Іспанська мова
- Матагальпа (мова)
- Мискіто (мова)
- Рама (мова)
- Суму (мова)

### Мови Німеччини
- Німецька мова
- Російська мова
- Турецька мова

### Мови Нової Зеландії
- Англійська мова
- Маорі (мова)

### Мови Норвегії
- Норвезька мова

## О

### Мови Об'єднаних Арабських Еміратів
- Арабська мова
- Англійська мова

### Мови Оману
- Арабська мова
- Белуджі (мова)

## П

### Мови Пакистану
- Англійська мова
- Пенджабська мова
- Пушту (мова)
- Сіндхі (мова)
- Урду (мова)

### Мови Палау
- Англійська мова
- Палауська мова

### Мови Панами
- Англійська мова
- Брібрі (мова)
- Гуаймі (мова)
- Іспанська мова
- Кунська мова
- Чокорі (мова)

### Мови Папуа-Нової Гвінеї
- Англійська мова
- Ток-пісін (мова)

### Мови Південно-Африканської Республіки
- Англійська мова
- Африкаанс (мова)
- ІсиКхоса

### Мови Парагваю
- Гуарані (мова)
- Іспанська мова

### Мови Перу
- Аймарська мова
- Кечуа
- Іспанська мова

### Мови Польщі
- Кашубська мова
- Польська мова
- Українська мова

### Мови Португалії
- Португальська мова

### Мови Пуерто-Рико
- Іспанська мова

## Р

### Мови Росії
- Аварська мова
- Азербайджанська мова
- Білоруська мова
- Бурятська мова
- Вірменська мова
- Грузинська мова
- Даргинська мова
- Інгуська мова
- Кабардино-черкеська мова
- Калмицька мова
- Карачаєво-балкарська мова
- Казахська мова
- Комі
- Кумицька мова
- Лакська мова
- Лезгінська мова
- Марійська мова
- Мордовська мова
- Ненецька мова
- Німецька мова
- Осетинська мова
- Ромська мова
- Російська мова
- Румунська мова
- Табасаранська мова
- Татарська мова
- Тувинська мова
- Турецька мова
- Удмуртська мова
- Узбецька мова
- Українська мова
- Чеченська мова
- Чуваська мова
- Якутська мова

### Мови Руанди
- Англійська мова
- Кіньярунда
- Французька мова

### Мови Румунії
- Румунська мова
- Угорська мова

## С

### Мови Сальвадору
- Іспанська мова
- Кекчі
- Лєнка
- Піпіль

### Мови Самоа
- Англійська мова
- Самоанська мова

### Мови Сан-Марино
- Італійська мова

### Мови Сан-Томе і Принсипі
- Португальська мова

### Мови Саудівської Аравії
- Арабська мова

### Мови Сейшельських островів
- Англійська мова
- Французька мова

### Мови Сенегалу
- Волоф (мова)
- Французька мова
- Фульбе

### Мови Сент-Вінсент і Гренадин
- Англійська мова

### Мови Сент-Кітс і Невісу
- Англійська мова

### Мови Сент-Люсії
- Англійська мова

### Мови Сербії
- Албанська мова
- Ромська мова
- Румунська мова
- Сербська мова
- Угорська мова
- Українська мова

### Мови С'єрра-Леоне
- Англійська мова
- Менде (мова)
- Темне (мова)

### Мови Сінгапуру
- Англійська мова
- Китайська мова
- Малайська мова
- Тамільська мова

### Мови Сирії
- Арабська мова
- Вірменська мова
- Курдська мова

### Мови Словаччини
- Словацька мова
- Угорська мова
- Чеська мова
- Українська мова

### Мови Словенії
- Сербська мова
- Словенська мова
- Хорватська мова

### Мови Сполучених Штатів Америки
- Англійська мова
- Іспанська мова

### Мови Соломонових Островів
- Англійська мова

### Мови Сомалі
- Арабська мова
- Сомалійська мова

### Мови Судану
- Арабська мова
- Беджа (мова)
- Дінка (мова)
- Нубійська мова
- Нуер (мова)

### Мови Суринаму
- Англійська мова
- Вай-вай (мова)
- Гінді
- Каліна (мова)
- Нідерландська мова
- Суринамська мова
- Тіріо (мова)

### Мови Східного Тимору
- Індонезійська мова
- Португальська мова
- Тетум (мова)

## Т

### Мови Таджикистану
- Російська мова
- Узбецька мова
- Таджицька мова

### Мови Тайваню
- Китайська мова

### Мови Таїланду
- Лаоська мова
- Китайська мова
- Малайська мова
- Тайська мова

### Мови Танзанії
- Англійська мова
- Ньямвезі (мова)
- Суахілі

### Мови Того
- Еве (мова)
- Кабре (мова)
- Французька мова

### Мови  Тонги
- Англійська мова
- Тонга (мова)

### Мови Тринідаду і Тобаго
- Англійська мова
- Гінді

### Мови Тувалу
- Англійська мова
- Тувалу (мова)

### Мови Тунісу
- Арабська мова
- Французька мова

### Мови Туреччини
- Турецька мова
- Курдська мова

### Мови Туркменістану
- Російська мова
- Узбецька мова
- Туркменська мова

## У

### Мови Уганди
- Англійська мова
- Луганда (мова)
- Суахілі

### Мови Угорщини
- Угорська мова

### Мови Узбекистану
- Казахська мова
- Російська мова
- Таджицька мова
- Узбецька мова

### Мови України
- Білоруська мова
- Болгарська мова
- † Давньоруська мова
- Гагаузька мова
- Грецька мова
- Їдиш
- Караїмська мова
- Кримськотатарська мова
- Німецька мова
- Кримчацька мова
- Польська мова
- Ромська мова
- Російська мова
- Румунська мова
- † Староцерковнослов'янська мова
- † Староукраїнська мова
- Угорська мова
- Українська мова, її діалекти
- † Церковнослов'янська мова
- Чеська мова

### Мови Уругваю
- Іспанська мова

## Ф

### Мови Фіджі
- Англійська мова
- Гінді
- Фіджійська мова

### Мови Філіппін
- Англійська мова
- Тагальська мова

### Мови Фінляндії
- Фінська мова
- Шведська мова

### Мови Франції
- Французька мова
- Арабська мова

## Х

### Мови Хорватії
- Хорватська мова
- Сербська мова

## Ц

### Мови Центральноафриканської Республіки
- Банда (мова)
- Бая (мова)
- Санго (мова)
- Французька мова

## Ч

### Мови Чаду
- Арабська мова
- Сара (мова)
- Французька мова

### Мови Чехії
- Моравська мова
- Словацька мова
- Чеська мова

### Мови Чилі
- Іспанська мова

### Мови Чорногорії
- Албанська мова
- Сербська мова
- Угорська мова

## Ш

### Мови Швейцарії
- Італійська мова
- Німецька мова
- Ретороманська мова
- Французька мова

### Мови Швеції
- Шведська мова

### Мови Шрі-Ланки
- Англійська мова
- Сингальська мова
- Тамільська мова

## Я

### Мови Ямайки
- Англійська мова

### Мови Японії
- Японська мова (яп. 日本語, ніхон-ґо)
  - Західнояпонська мова — поширена в деяких місцях регіоні Канто, частково на Окінаві та малих островах.
  - Східнояпонська мова — усі основні діалекти Японії.
    - Східні західнояпонські діалекти — діалекти Східної Японії регіонів Канто і Тохоку.
    - Західні західнояпонські діалекти — діалекти Західної Японії регіонів Кінкі, Тюґоку, Шікоку і Кюсю.

- Рюкюська мова (琉球語)
  - Островів Амамі (мова)  (奄美語)
    - Північні діалекти
      - Діалект Танеґасіми
      - Діалект Якусіми
      - Діалект півночі Осіми

    - Південний діалект
      - Діалект півдня Осіми
      - Діалекти Йорон

  - Окінавська мова (沖縄語)
    - Діалект Куніґамі (північноокінавська мова
    - Діалект Іе
    - Південно центральний діалект або (стандартна окінавська мова
      - Центральносотрівний діалект
      - Діалект Сімадзірі

  - Міяко (мова)  (宮古語)
    - Діалект Міяко
    - Двалект Ірабу

  - Яеяма (мова)  (八重山語)
    - Діалект Ісіґакі
    - Діалект Іріомоте
    - Діалект Такетомі

  - Йонаґуні (мова)  (与那国語)
- Айнська мова

## Покликання

### Сайти
- Генеалогічна класифікація мов світу (укр., рос., англ.).
- Повна генеалогічна класифікація та опис живих мов світу (бл. 7000) (англ.).